# Zelovo (gmina Muć)
Zelovo – wieś w Chorwacji, w żupanii splicko-dalmatyńskiej, w gminie Muć. W 2011 roku liczyła 10 mieszkańców.